# حياة ثانية (مسلسل)
حياة ثانية مسلسل كويتي عرض في يناير 2017

## قصة العمل
صور العمل في دبي نهاية العام 2016 و جسدت الفنانة هدى حسين دور «مشاعل» كاتبة روائية تمتلك دار نشر لتكرس حياتها بعد وفاة زوجها لتربية بناتها الأربعة اللواتي يمثلن شخصيات مختلفة فمنهن المتمردة على العادات والتقاليد والجدية في حياتها والمتزوجة من رجل طائش.

## طاقم العمل
هدى حسين. بدور .(مشاعل)
تركي اليوسف . بدور. (سلطان)
هبة الدري . بدور .( مها)
نور الغندور . بدور. (مروى)
أسيل عمران . بدور .( وعد)
زينب غازي. بدور. (سحر)
أوس الشطي. بدور . (ناصر)
عبد الله الطراروه . بدور . (طلال)
عبدالله البلوشي . بدور . (سعود)
حسن محمد . (راشد)